# Cyrilavis
Cyrilavis — викопний рід папугоподібних птахів з вимерлої родини Halcyornithidae. Рід існував у Північній Америці на початку еоцену, 55 млн років тому. Скам'янілості виду знайдені у пластах глинистих відкладень формації Грін Рівер у штаті Вайомінг, США.